# State (album)
State è un album in studio del musicista statunitense Todd Rundgren, pubblicato nel 2013.

## Tracce
1. Imagination – 8:10
2. Serious – 4:13
3. In My Mouth – 4:16
4. Ping Me – 4:40
5. Angry Bird – 4:18
6. Smoke – 5:48
7. Collide-A-Scope – 5:19
8. Something from Nothing – 4:23
9. Party Liquor – 4:17
10. Sir Reality – 6:22
11. Hello - Light - Friends (Digital edition bonus track) – 8:39

## Formazione
- Todd Rundgren - voce, strumenti
- Rachel Haden - voce
- Mathilde Santing - voce

## Edizione limitata
Il disco è stato anche pubblicato in edizione limitata con l'aggiunta di un secondo disco rappresentato da un album dal vivo registrato ad Amsterdam con la Metropole Orkest l'11 novembre 2012.

### Tracce disco Bonus
1. Another Life – 7:03
2. Hello, It's Me – 4:48
3. Pretending To Care – 4:51
4. Flamingo – 3:09
5. Frogs – 3:52
6. If I Have To Be Alone – 3:56
7. Love in Disguise – 4:08
8. Love Science – 5:35
9. Mammon – 4:47
10. Fascist Christ – 7:49
11. We Gotta Get You A Woman – 3:44
12. Bag Lady – 4:12
13. Can We Still Be Friends? – 4:20
14. Fade Away – 3:52